# Benthamiella
Benthamiella ist eine Pflanzengattung innerhalb der Familie der Nachtschattengewächse (Solanaceae). Die etwa zwölf polsterbildenden Arten kommen nur im südlichen Patagonien vor.

## Beschreibung

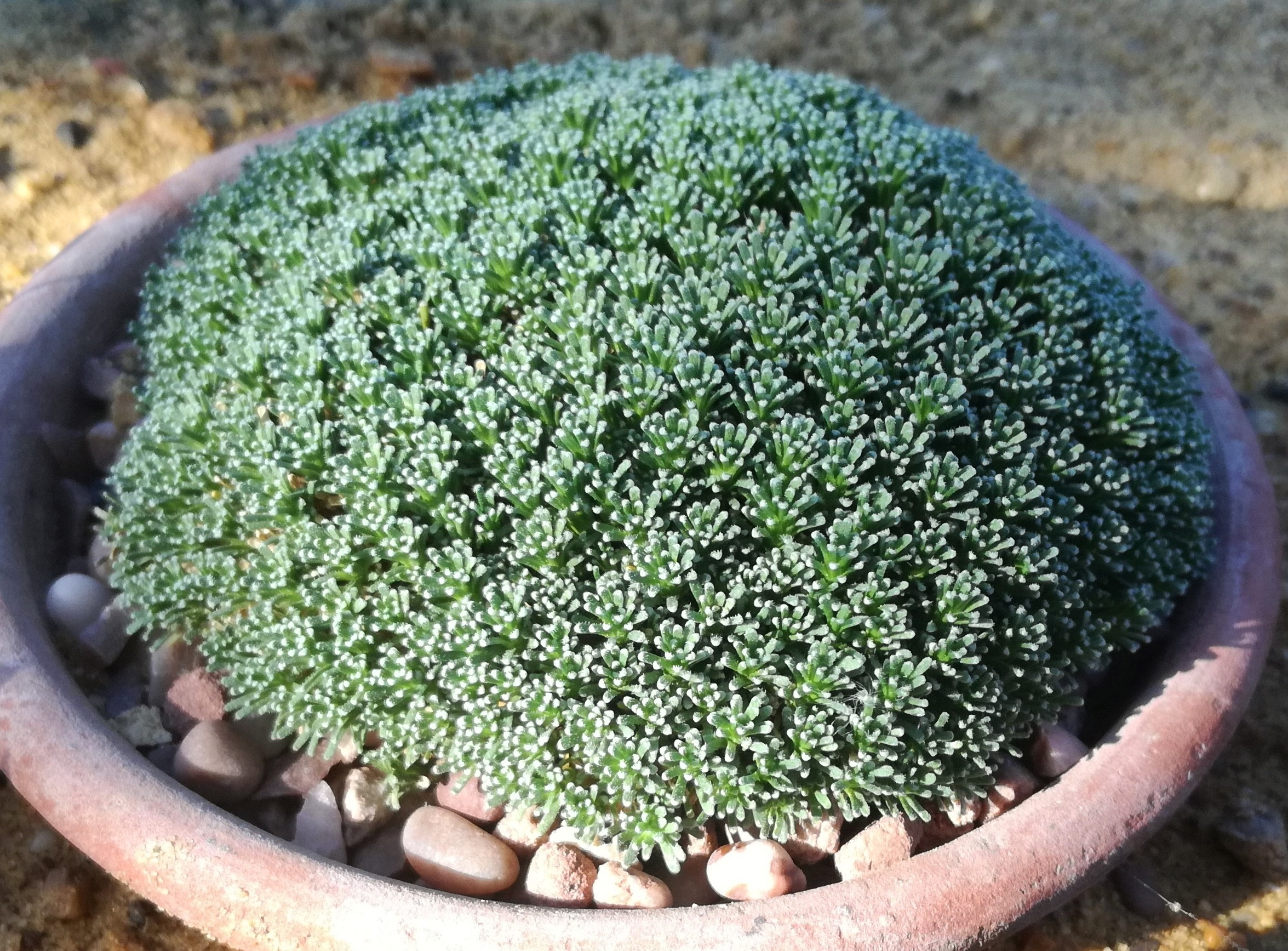
Habitus und Blätter von Benthamiella patagonica

### Vegetative Merkmale
Die Arten von Benthamiella sind polsterförmig wachsende Chamaephyten (Oberflächenpflanzen), die flache, halbkugelförmige, dichte oder lockere Kissen mit Durchmessern von 5 bis 75 Zentimetern bilden und dabei Wuchshöhen von 3 bis 13 Zentimetern erreichen. Die stark verzweigten, verholzten Sprossachsen sind dicht beblättert und mit nicht-drüsigen und drüsigen Trichomen besetzt. Die nicht-drüsigen Trichome sind einfach und verzweigt, ihre Kutikula ist glatt oder leicht höckerig. Die drüsigen Trichome besitzen mehrzellige Köpfe, deren Zellen in einer oder vielen Reihen stehen können. Das Phellogen befindet sich unter der Epidermis, eine Endodermis und stärkehaltige Scheiden sind nicht ausgeprägt. Das Mark besitzt viele Steinzellen, das außen liegende Phloem kann ebenfalls Steinzellen enthalten. Das Perizykel ist faserig.
Die Laubblätter entspringen aufsitzend einer Scheide, sind 1,5 bis 1,8 Millimeter lang und 0,5 bis 2,5 Millimeter breit. Zunächst sind die Blätter grün, jedoch vertrocknen sie von unten her und werden schwarz und füllen zusammen mit Sand und Staub das Polster auf. Sie sind linealisch oder schmal-elliptisch bis verkehrt-eiförmig und membranartig oder fleischig. Gelegentlich sind die Blattscheiden länger als die eigentlichen Blätter. Im Querschnitt erkennt man, dass sich innerhalb der Blattspreiten ein leicht verholzendes Gewebe bildet, welches die Blattvenen umschließt.

### Blüten
Die Blüten stehen einzeln, meist in den Achseln, nur in zwei Arten terminal, aufsitzend oder an 1 bis 2 Millimeter langen Blattstielen. Die Blüten sind von zwei (nur bei Benthamiella sorianoi vier) blattähnlichen Vorblättern begleitet, die leicht länger als der Blütenkelch ist.
Der Blütenkelch ist radiärsymmetrisch, glocken- oder röhrenförmig und besitzt eine Länge von meist 2 bis 9, selten bis zu 11 Millimetern. Die Kelchzähne oder -lappen sind nahezu gleich lang oder gleich lang, zugespitzt oder abgestutzt und sind meist kürzer, manchmal länger oder fast gleich lang wie der verwachsene Teil der Kelchblätter. Die radiärsymmetrische Krone ist weiß oder gelb und ist bei einer Länge von 2 bis 16 Millimetern zylindrisch oder leicht trichterförmig bis fast glockenförmig. Mit dem auffälligen Kronsaum beträgt der Durchmesser 5 bis 6 Millimeter. Die Knospendeckung ist gedreht-konduplikativ (in Längsrichtung entlang der Mitte gefaltet). In der Blütenröhre sind in einer oder zwei verschiedenen Höhen oberhalb oder unterhalb der Hälfte die Staubfäden der Staubblätter angesetzt. Es gibt fünf Staubblätter oder durch Reduzierung auch nur drei, zwei oder eines, wobei in den letzten zwei Fällen ein oder zwei sterile Staminodien vorhanden sind. Die Staubfäden sind gleich oder ungleich lang, können sehr kurz (kürzer als die Staubbeutel) oder auch lang sein und sind am oberen Ende gebogen oder gerade. Die Staubbeutel sind linealisch-länglich, 0,7 bis 1 Millimeter lang, manchmal aber auch nur 0,5 Millimeter lang und dann breiter als lang. Meist befinden sich die Staubblätter innerhalb der Kronröhre, nur in drei Arten stehen sie über die Kronröhre hinaus. Die Fruchtblätter enthalten vier bis zehn Samenanlagen, die Narbe ist leicht scheibenförmig-köpfchenförmig, eingedrückt oder nahezu halbkugelförmig, kaum breiter als der zylindrische Griffel, gelegentlich ist die Narbe leicht zweilappig. Es werden kreisförmige, fleischige Nektarien gebildet, die emporgehoben, unauffällig oder verdeckt sind.

### Früchte und Samen
Die 1,5 bis 3,5 Millimeter langen Kapselfrüchte enthalten ein bis vier Samen. Die Samen sind nierenförmig oder fast nierenförmig, recht dick und 0,5 bis 1,75 Millimeter lang. Die Oberfläche der Samenschale ist kleingrubig oder netzartig.

### Chromosomensatz
Die Chromosomengrundzahl beträgt x = 11.

## Vorkommen
Die Gattung Benthamiella kommt endemisch im südlichen Patagonien, in etwa zwischen dem 37. und 54. südlichen Breitengrad vor. Die meisten Arten konzentrieren sich in den südargentinischen Provinzen Río Negro, Chubut, Santa Cruz und Tierra del Fuego. Nur vier Arten sind sowohl in Chile als auch in Argentinien zu finden.
Sie wachsen in Steppen-Pflanzengemeinschaften in Höhenlagen 300 bis 1700 Metern.

## Systematik
Die Gattung Benthamiella wurde 1883 durch Carlos Luis Spegazzini in Anales de la Sociedad Cientifica Argentina, Band 15, S. 109 aufgestellt. Typusart ist Benthamiella patagonica Speg. Der Gattungsname Benthamiella ehrt den englischen Botaniker George Bentham (1800–1884).
Die Gattung Benthamiella gehört zur Tribus Benthamielleae in der Unterfamilie Cestroideae
innerhalb der Familie der Solanaceae.
Innerhalb der Gattung Benthamiella gibt es 2009 etwa zwölf Arten:
- Benthamiella azorella (Skottsb.) A.Soriano
- Benthamiella azorelloides Speg.
- Benthamiella chubutensis A.Soriano
- Benthamiella graminifolia Skottsb.
- Benthamiella lanata A. Soriano
- Benthamiella longifolia Speg.
- Benthamiella nordenskioldii Dusén ex N.E.Br.
- Benthamiella patagonica Speg.
- Benthamiella pycnophylloides Speg.
- Benthamiella skottsbergii A.Soriano
- Benthamiella sorianoi Arroyo
- Benthamiella spegazziniana A.Soriano